# 17205 McCreery
17205 McCreery è un asteroide della fascia principale. Scoperto nel 2000, presenta un'orbita caratterizzata da un semiasse maggiore pari a 2,658093 UA e da un'eccentricità di 0,113144, inclinata di 15,772816° rispetto all'eclittica. Ha un diametro di 3,379 km.